# 賴基夫希納
50°18′36″N 31°47′25″E / 50.31000°N 31.79028°E
賴基夫什奇納（羅馬化：Raikivshchyna）是位於烏克蘭北部的村莊，由基辅州鲍里斯皮尔区的亞霍滕市鎮負責管轄。該村始建於1623年，面積2平方公里，海拔高度124米，2001年人口495，人口密度每平方公里247.5人。